# Гребля Кеддара
Гребля Кеддара (Keddara) – гідротехнічна споруда на півночі Алжиру.
Греблю спорудили в 1982 – 1986 роках на уеді Кеддара, що невдовзі після греблі впадає до Середземного моря на східній околиці міста Алжир. Водозбірний басейн вище від споруди складає лише 93 км2, проте для нього властивий високий рівень опадів – біля 880 мм на рік. Крім того, облаштовано систему перекидання до сховища греблі Кеддара додаткового ресрусу від гребель Ель-Хаміз та Бені-Амран (розташовані на захід та на схід від греблі Кеддара відповідно). Призначенням споруди є водопостачання міста Алжир.
В межах проекту долину уеду перекрили земляною греблею висотою 106 метрів та довжиною 468 метрів. Для пропуску води під час повені облаштували водоскид пропускною здатністю 750 м3/с (крім того, існує нижня водопропускна споруда, розрахована на 55 м3/с.
Гребля утворила водосховище з площею поверхні 5,2 км2 та початковим об’ємом 145,6 млн м3, який через замулення с таном на 2004 рік скоротився до 142,3 млн м3. Нормальний рівень води у сховищі знаходиться на позначці 145 метрів НРМ, а під час повені може зростати до 147,3 метра НРМ.